# Els amants
|  | No s'ha de confondre amb Les Amants. |

Els amants o Amants (títol original en francès, Amants) és una pel·lícula de thriller romàntic francès del 2020 dirigida per Nicole Garcia, a partir d'un guió de la mateixa Garcia i de Jacques Fieschi. És protagonitzada per Stacy Martin, Pierre Niney i Benoît Magimel. S'ha doblat i subtitulat al català.
Es va estrenar al Festival de Cinema de Venècia el 3 de setembre de 2020.

## Repartiment
- Stacy Martin com a Lisa
- Pierre Niney com a Simon
- Benoît Magimel com a Léo Redler
- Christophe Montenez com a Pierre-Henri
- Nicolas Wanczycki com el pare de la Lisa
- Grégoire Colin com a Paul
- Roxane Duran com a Nathalie